# Baldwin (Ontario)
Baldwin es un municipio canadiense situado en la provincia de Ontario.

## Superficie
Baldwin tiene una superficie de 82,49 km².

## Demografía
En 2021, tenía 579 habitantes, una densidad poblacional de 7 hab./km², y 326 viviendas.